# Pasco (regiune)
Regiunea Pasco (în spaniolă Departamento de Pasco, în Quechua Pasqu suyu) este o regiune în centrul Perului. Pe o suprafață de 25.319 km2 trăiesc 243.671 locuitori (1996). Capitala este Cerro de Pasco. 

## Provincii
Regiunea se împarte în trei provinci și 28 districte:
Provincia (capitala)
1. Daniel Alcides Carrión (Yanahuanca)
2. Oxapampa (Oxapampa)
3. Pasco (Cerro de Pasco)